# Beck – Ditt eget blod
Beck – Ditt eget blod är en svensk TV-film som hade premiär på C More den 1 januari 2018. Filmen är den första i en helt ny serie bestående av fyra filmer baserade på Sjöwall Wahlöös fiktiva polis Martin Beck. I filmen hjälper Martin Beck Säpo att utreda en misstänkt terrorist.

## Rollista (i urval)
| Peter Haber       | – Martin Beck      |
| Kristofer Hivju   | – Steinar Hovland  |
| Måns Nathanaelson | – Oskar Bergman    |
| Ingvar Hirdwall   | – Grannen          |
| Anna Asp          | – Jenny Bodén      |
| Elmira Arikan     | – Ayda Cetin       |
| Åsa Karlin        | – Andrea Bergström |
| Niklas Engdahl    | – Mats Hedvall     |
| Rebecka Hemse     | – Inger            |
| Charlotta Jonsson | – Tina Sellstedt   |